# Helmut Dammann-Tamke

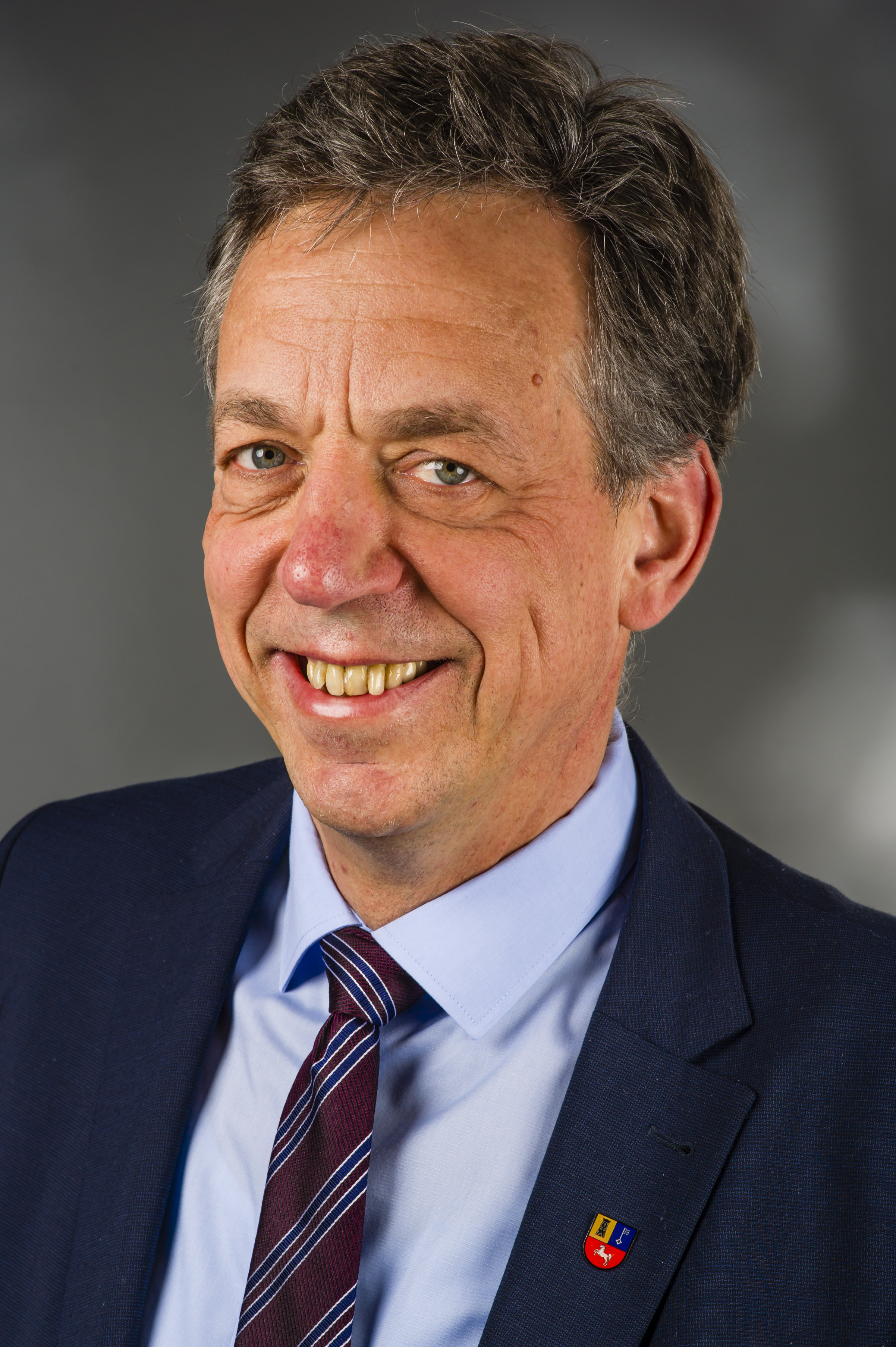
Helmut Dammann-Tamke (2018)

Helmut Dammann-Tamke (* 11. Oktober 1961 in Stade) ist ein deutscher Politiker (CDU). Er war von März 2003 bis November 2022 Mitglied des Niedersächsischen Landtags. Seit dem 16. Juni 2023 ist er der Präsident des Deutschen Jagdverbandes.

## Ausbildung und Beruf
Nach dem Besuch des Gymnasiums Athenaeum in Stade begann Dammann-Tamke eine Lehre als Landwirt. Von 1982 bis 1985 studierte er Landbau an der Fachhochschule Kiel. Anschließend übernahm er den elterlichen Betrieb und ist seitdem als selbstständiger Landwirt tätig.
Dammann-Tamke ist verheiratet und hat drei Kinder.

## Politik
Seit 1986 ist Dammann-Tamke Mitglied der CDU. Im selben Jahr wurde er Ratsherr der Gemeinde Bargstedt. Seit 1992 ist er Kreistagsabgeordneter im Landkreis Stade und seit 2001 stellvertretender Vorsitzender der dortigen CDU-Fraktion, seit 2011 ihr Vorsitzender. Von 2003 bis 2022 war er als direkt gewählter Abgeordneter für den Wahlkreis Buxtehude Mitglied des Niedersächsischen Landtages. Von 2003 bis 2012 war er Mitglied des Ausschusses für Haushalt und Finanzen, von 2008 bis 2022 war er Mitglied des Agrarausschusses und Sprecher der CDU für Agrarpolitik und Landwirtschaft. 2017 wurde er zum stellvertretenden Vorsitzenden der CDU-Landtagsfraktion gewählt. Bei der Landtagswahl 2022 trat er nicht erneut an.
Im Mai 2008 wählte die Mitgliederversammlung der Landesjägerschaft Niedersachsen Dammann-Tamke zu ihrem Präsidenten.